# Masahiro
Masahiro (jap. まさひろ, マサヒロ) – męskie imię japońskie.

## Znane osoby
- Masahiro Akimoto (正博), japoński skoczek narciarski
- Masahiro Araki (雅博), japoński baseballista
- Masahiro Chōno (正洋), japoński wrestler
- Masahiro Fukasawa (仁博), japoński piłkarz
- Masahiro Fukuda (正博), były japoński piłkarz
- Masahiro Hasemi (昌弘), były japoński kierowca wyścigowy
- Masahiro Inoue (正大), japoński aktor
- Masahiro Ito, członek grupy programistycznej Team Silent
- Masahiro Koishikawa (正弘), japoński astronom
- Masahiro Kuramoto (昌弘), japoński profesjonalny golfista
- Masahiro Kuranuki (匡弘), japoński aktor
- Masahiro Motoki (雅弘), japoński aktor
- Masahiro Nakai (正広), japoński piosenkarz i aktor
- Masahiro Ōhashi (正博), japoński piłkarz
- Masahiro Shinoda (正浩), japoński reżyser filmowy
- Masahiro Sakurai (政博), japoński projektant gier wideo
- Masahiro Takamatsu (正裕), japoński judoka, brązowy medalista mistrzostw świata
- Masahiro Takashima (政宏), japoński aktor

## Fikcyjne postacie
- Abe no Masahiro (昌浩), główny bohater light novel, mangi i anime Shōnen Onmyōji
- Masahiro Hamasaki (雅弘), bohater mangi i anime Mermaid Melody Pichi Pichi Pitch
- Masahiro Setagawa (正広), bohater mangi i anime Hitorijime My Hero
- Masahiro Takenaka (正洋), bohater mangi i anime Black Lagoon